# Kozjanski Park
Der Regionalpark Kozjanski (slowenisch: Kozjanski Park) ist ein Landschaftsschutzpark im Osten Sloweniens.

## Lage
Der Park liegt im voralpinen Posavsko hribovje (Save-Hügelland) und den Ebenen westlich des Flusses Sotla im Osten Sloweniens, unmittelbar an der Grenze zu Kroatien. Er hat eine Größe von 20.650 Hektar (206 km²). Im Gebiet des Parks sind 78 Ortschaften mit rund 10.500 Einwohnern und einer Bevölkerungsdichte von 51 Einwohnern pro km², die größte Ortschaft ist Kozje mit rund 740 Einwohnern.

## Der Park
Der Kozjanski Park wurde 1981 als Trebče Erinnerungspark gegründet. Die höchste Erhebung ist der Oslica mit 860 m, die niedrigste Stelle Figarjev most ob Sotli mit 151 m. 48 % der Fläche sind mit Wald bedeckt. Die Wasserläufe Sotla, Bistrica, Buča, Dramlja und Gabernica fließen durch das Parkgebiet. Die Durchschnittstemperatur liegt bei 9,5 °C, der Durchschnittsniederschlag bei 1.060 mm. Im Park gibt es große Obstplantagen.
Im Park liegen die Burgen Podsreda, Pišece, Bizeljsko und Kunšperk (Königsberg).

## Tourismus
Touristisch bedeutsam ist für das Gebiet des Parks vor allem das Naturerleben auf unterschiedlichen Wanderwegen, unter anderen auf dem Europäischen Fernwanderweg E7. Im Park gibt es zahlreiche Burgen. Jährlich in der zweiten Oktoberwoche findet ein Apfelfest statt.